# Max Foss
Max Foss (abweichende Namensschreibweise: Max Foß; * 7. September 1850 in Neiße, Schlesien; † 4. Dezember 1939) war ein deutscher Seeoffizier und Schriftsteller. Er erhielt zuletzt den Charakter eines Konteradmirals der Kaiserlichen Marine und war zudem Autor zahlreicher Bücher zu maritimen Themen.

## Leben

### Familie
Aus seiner am 7. August 1877 geschlossenen Ehe mit Therese Hoffmann gingen die beiden Töchter Maria Foss (* 12. Mai 1878; † nach 1909) und Helene (* 19. September 1881; † nach 1909) hervor.

### Ausbildung zum Seeoffizier und Untergang mit derGroßer Kurfürst

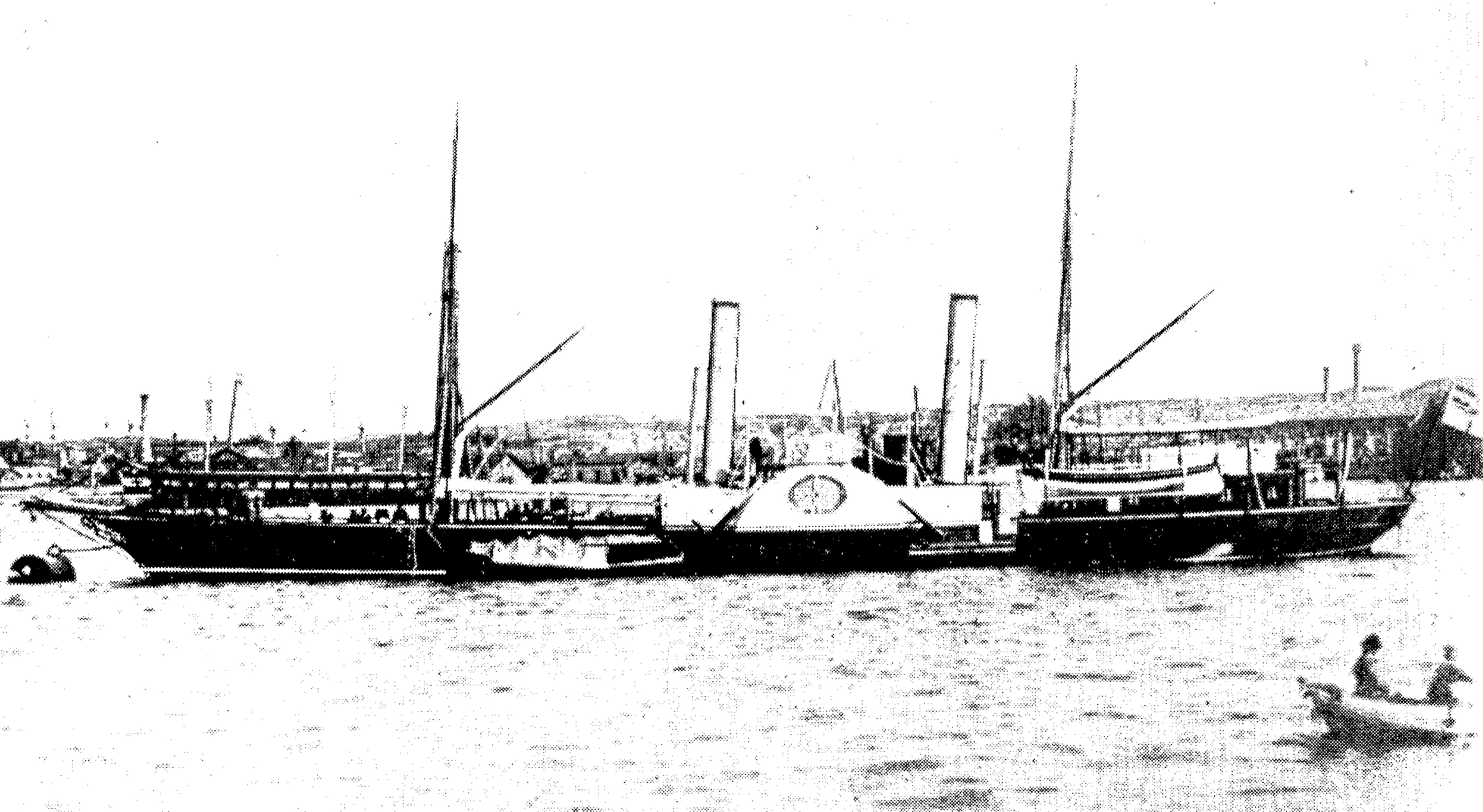
Max Foss war als Korvettenkapitän 1887 Kommandant des Aviso Pommerania.

Max Foss, Sohn eines Justizrates, erhielt zunächst Unterricht durch einen Hauslehrer in Löwenberg in Schlesien und besuchte danach zwischen 1863 und 1867 das Marienstiftsgymnasium in Stettin. Er trat am 15. April 1867 als Kadettaspirant in die Preußische Marine ein und unternahm während seiner seemännischen Ausbildung zwei Seereisen nach Westindien. 1870 wurde er als Seekadett an Bord des Panzerschiffs Kronprinz versetzt, verblieb dort während des Deutsch-Französischen Krieges (19. Juli 1870 bis 10. Mai 1871) und wurde am 16. Dezember 1871 zum Unterleutnant zur See befördert. In den folgenden Jahren folgten Seereisen im Mittelmeer sowie ein zweijähriger Aufenthalt in Konstantinopel. Nach weiteren Schiffsreisen in die Südsee sowie abermals nach Westindien wurde er am 16. Januar 1875 zum Leutnant zur See befördert und fand zwischen 1877 und 1878 Verwendung als Adjutant in der Kaiserliche Werft Wilhelmshaven, der damaliger Oberwerftdirektor Kapitän zur See Eduard Knorr war.
Am 6. Mai 1878 gehörte Foss als Offizier zur ersten Besatzung des Panzerschiffs Großer Kurfürst. Die Großer Kurfürst war nur sehr kurz im Flottendienst. Schon am 31. Mai 1878 kollidierte sie bei Verbandsübungen vor Folkestone im Ärmelkanal mit dem Panzerschiff König Wilhelm und sank. Das deutsche Flaggschiff König Wilhelm sowie die Preußen und die Großer Kurfürst segelten als Teil des „Panzerübungsgeschwaders“ in zwei Parallellinien vor Folkestone in Richtung Plymouth, mit der Großer Kurfürst allein in der Backbordlinie. Das Schwesterschiff Friedrich der Große hatte ursprünglich ebenfalls an der Übung teilnehmen sollen, war aber bereits in der Kieler Bucht auf Grund gelaufen und beschädigt worden. Nach weiteren Verwendungen war er zwischen 1881 und 1884 Bürochef der 2. Matrosendivision in Wilhelmshaven, Kommandant der Kreuzerkorvette Alexandrine und nach seiner Beförderung zum Korvettenkapitän als Nachfolger von Kapitänleutnant Hugo Rüdiger zwischen April und Oktober 1887 Kommandant des Aviso Pommerania, woraufhin im April 1888 Korvettenkapitän Adolph Becker seine Nachfolge antrat. 1889 war er für einige Zeit Direktionsoffizier an der Marineakademie Kiel.

### Kommandant derSMS Sperberund Südseereise

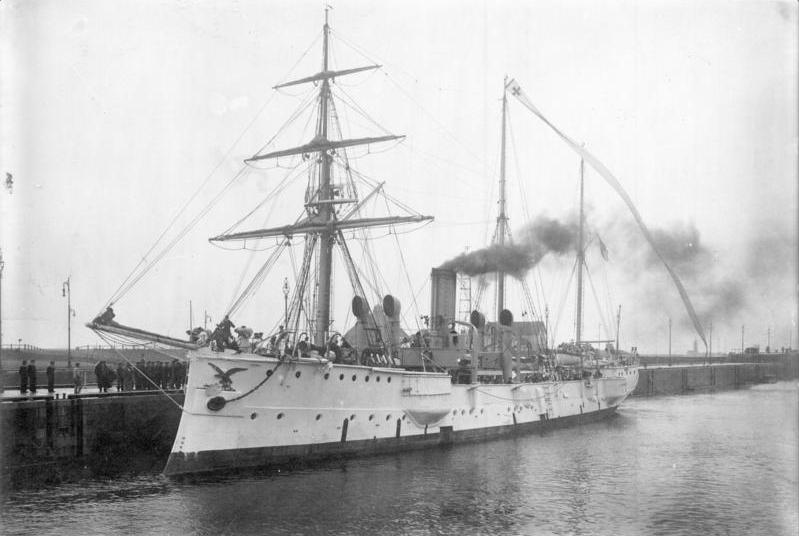
Korvettenkapitän Foss übernahm zwischen 1889 und 1891 zudem den Posten als Kommandant des Kleinen Kreuzers Sperber.

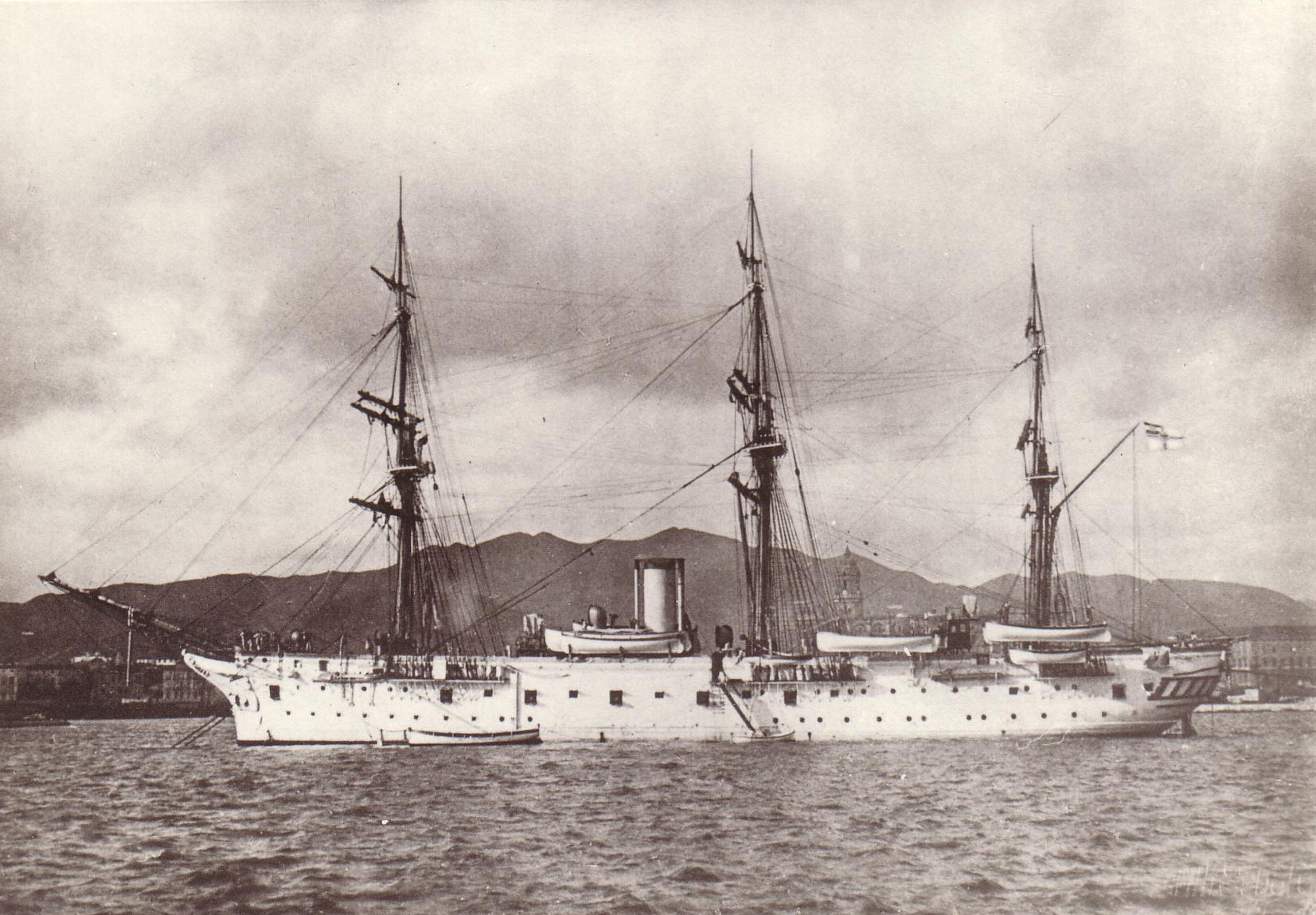
1894 war Kapitän zur See Kommandant des Schulschiffs Gneisenau.

Als Nachfolger von Korvettenkapitän August Carl Thiele übernahm er am 20. August 1889 den Posten als Kommandant des wieder in Dienst gestellten Kleinen Kreuzers Sperber, das zweite und letzte Schiff der Schwalbe-Klasse, einer Klasse von zwei Kreuzern IV. Klasse. Das Schiff verließ am 4. September 1889 Kiel. Als es am 13. Oktober Aden erreichte, fand es den Befehl vor, zunächst nach Deutsch-Ostafrika zu verlegen. Dort waren aufgrund des „Araberaufstandes“ mehrere Kriegsschiffe stationiert, die Leipzig und Pfeil jedoch abgezogen worden. Die Sperber erreichte am 26. Oktober Sansibar, wurde jedoch nicht dem Kreuzergeschwader unterstellt. Nachdem das Schiff zunächst eine Grenzfestlegung im Gebiet zwischen dem Tana und dem Juba sowie mehrere Flaggenhissungen durchgeführt hatte, wurde die Sperber ab dem 1. November zu Einsätzen gegen die Aufständischen eingesetzt. Dabei wurde auch das Landungskorps des Kreuzers mehrfach tätig. Am 4. Dezember hieß der Foss in seiner Funktion als „Ältester Seeoffizier der Ostafrikanischen Station“ die Stanley-Expedition in Bagamoyo im Namen des Kaisers willkommen. Erst am 22. April 1890 setzte die Sperber ihre Fahrt in die Südsee fort. Nach einem Zwischenaufenthalt in Melbourne wurde Sydney angelaufen, wo ein Zusammentreffen mit der Alexandrine stattfand und nötige Überholungsarbeiten durchgeführt wurden. Am 30. Juli 1890 erreichte der Kreuzer Apia. In den folgenden Wochen unternahm die Sperber eine Erkundungsreise durch die Marshallinseln, die am 5. Oktober mit dem erneuten Einlaufen in Apia endete. Am 19. Dezember fand vor Samoa ein Zusammentreffen mit dem Ostasiengeschwader statt. Anfang Januar 1891 erfolgte die Errichtung und Einweihung eines Denkmals für die am 18. Dezember 1888 nahe Vailele im Gefecht mit samoanischen Truppen gefallenen deutschen Marineangehörigen. Anschließend lief die Sperber Sydney an, wo vom 24. Januar bis zum 21. März nötig gewordene Reparaturen durchgeführt wurden. Die Rückfahrt nach Apia wurde nicht direkt, sondern mit Zwischenstationen in verschiedenen Häfen des Bismarck-Archipels, der Marschall- und der Gilbertinseln durchgeführt. Auf Butaritari wurde gegen die einheimische Bevölkerung vorgegangen, da es zu Auseinandersetzungen mit deutschen Händlern gekommen war. Der Kreuzer erreichte am 6. Juni Apia und hielt sich bis zum 15. Dezember im dortigen Hafen auf. Dort hatte er im November 1891 das Kommando an Korvettenkapitän Fischer übergeben.
Korvettenkapitän war daraufhin bis zum 27. Januar 1894 Ausrüstungsdirektor der Kaiserlichen Werft Kiel. Er erhielt 1893 den Königlichen Kronen-Orden Dritter Klasse und wurde am 4. April 1893 zum Kapitän zur See befördert. Danach wurde er am 12. Februar 1894 Kommandant des Schulschiffs Gneisenau. Am 16. August 1904 wurde er Kommandeur des norwegischen Sankt-Olav-Ordens und am 20. September 1894 von seinem Posten als Kommandant der Gneisenau entbunden, woraufhin Korvettenkapitän Hermann da Fonseca-Wollheim ihn ablöste. Darüber hinaus wurde er am 9. Oktober 1894 den Ritter Dritter Klasse des Roten Adlerordens mit Schleife und wurde danach aus dem aktiven Offiziersdienst entlassen.

### Reichskommissar für Seeämter und Aufstieg zum Konteradmiral
In der Folgezeit veröffentlichte Max Foss zahlreiche Artikel zu maritim-technischen Themen in Zeitungen und Zeitschriften wie Marinekunde, Kompendium des gesamten Seewesens oder Der Seekrieg. Seine Artikel waren populäre Darstellungen des Wissenswerten über den Seekrieg und dessen Mittel und erläuterten dabei zahlreiche Beispiele aus der Seekriegsgeschichte. Daneben engagierte er sich in leitender Stellung im Deutschen Flottenverein (DFV).
Am 1. November 1903 wurde Max Foss Reichskommissar für die Seeämter Stettin und Stralsund, die für die Küsten der Regierungsbezirke Köslin, Stettin und Stralsund in der Provinz Pommern zuständig waren.
1901 lehnte der damalige Chef des Marinekabinetts, Admiral Gustav von Senden-Bibran, trotz der ausdrücklichen Empfehlung des Kommandanten der Kaiserlichen Yacht SMY Hohenzollern, Konteradmiral Friedrich von Baudissin, die Charakterisierung zum Konteradmiral mit der Bemerkung ab, dass die „allgemeine Handhabung“ eine Charakterisierung von Foss nicht erlauben würde. Allerdings erfolgte 1910 unter dem neuen Chef des Marinekabinetts, Admiral Georg Alexander von Müller, die Verleihung des Charakters eines Konteradmirals an Foss.
Nach dem Ende des Ersten Weltkrieges ging er unter anderem in seinem 1919 erschienenen Buch Enthüllungen über den Zusammenbruch. Eine Betrachtung über die Ursachen, dass es so gekommen ist mit der militärischen Führung, daneben aber auch mit der zivilen Führung und insbesondere mit Kaiser Wilhelm II. ins Gericht. So sprach er in seinen „Enthüllungen über den Zusammenbruch“ vom Mangel an Energie bei Admiral Reinhard Scheer und sagte, dass die deutsche Flotte vor dem Skagerrak von diesem „taktisch schlecht“ geführt worden sei.

### Antisemitismus inEngland als Erzieher
Foss schrieb 1920 ein weiteres Buch über die Gründe des deutschen Zusammenbruchs, das er 1921 unter dem Titel England als Erzieher im Buchverlag der rechtskonservativ-nationalistischen Berliner Tageszeitung Tägliche Rundschau veröffentlichte. Er machte darin Großbritannien als Hauptgegner Deutschlands aus, empfahl es aber als Vorbild. Der Hauptteil des Buches ist eine militärhistorisch-staatspolitisch geprägte Darstellung der Entwicklung des Empire von den Tudors bis zur Gegenwart.
Foss stellte dies aber im Vorwort in den Rahmen einer Verschwörungstheorie von drei Weltmächten, die ihre Interessen abstimmten und gemeinsam verfolgten, darunter das Weltjudentum: „England erstrebt die staatliche Oberhoheit über alle Länder und Meere einschließlich der damit verbundenen Seeinteressen, Rom die Beherrschung der Seelen der Menschheit, Alljuda diejenige über das Weltkapital“. Mit Deutschlands Kriegsniederlage sei „die letzte Schranke“ gegen die globale Dominanz dieser drei Mächte gefallen.
Das Buch begann mit Behauptungen über den entscheidenden Einfluss der Juden auf Englands Adel, Königshaus, Staat und Politik, Wirtschaft, Kultur, Gesellschaft, selbst die Anglikanische Kirche. Alle Eliten seien mit den eingewanderten Juden „versippt“. Foss führte dafür seitenlange Listen prominenter Familien an, jedoch keinerlei Belege. Foss gab nur an, im Wesentlicher dem unter dem Pseudonym Théo-Doedalus verfassten, 1913 in Paris und Brüssel erschienenen Buch L'Angleterre juive: Israël chez John Bull zu folgen. Es handelt sich um eine antisemitische Propagandaschrift, die Frankreichs Nationalbibliothek dem Schriftsteller Louis Octave Uzanne zuschreibt.
Insbesondere kolportierte Foss, dass Königin Victorias Prinzgemahl Albert, Albert von Sachsen-Coburg und Gotha, jüdischer Herkunft sei: „Unwidersprochen wird der Prinz-Gemahl Albert von Koburg als Halbjude bezeichnet, so daß seitdem in den Adern der königlichen Familie von England und in denen der Hohenzollern semitisches Blut kreist“ (S. 4–5). Dies bezog sich auf seit Langem kursierende Gerüchte, dass Albert nicht der Sohn des Herzogs Ernst I. von Sachsen-Coburg und Gotha war, sondern Sohn einer Affäre seiner Mutter, Prinzessin Luise. Foss’ „unwidersprochen“ war irre führend: Die von wechselseitigem Ehebruch, 1826 geschiedene Ehe von Alberts Eltern war Gegenstand vieler Gerüchte; aber Gerüchte über die Vaterschaft eines jüdischen Höflings tauchten erst nach 1900 auf, als der Antisemitismus sehr stark wurde.
Foss’ Behauptung hatte offenbar erhebliche Wirkung in deutschnational–völkischen Kreisen, wo sie immer wieder, oft mit verschwörungstheoretischem Kontext, aufgegriffen wurde. Foss’ Behauptung wurde zudem 1921 von dem britischen Autor Lytton Strachey in seiner Biografie Queen Victoria übernommen und fand von dort aus bis heute Verbreitung im englischen Sprachraum.
Mehrfach verglich Foss die Haltung englischer und deutscher Juden zu ihrer Nation. Während Foss einerseits klar rassistisch–völkische, geradezu demagogische Feindseligkeiten gegen Juden formulierte, vertrat er andererseits die Haltung, dass die Juden in Deutschland dauerhaft eine negativ Sonderstellung hätten, weil – anders als in England und weiteren Ländern, die damit erfolgreich ihre nationale Stärke ausgebaut hätten – durch kurzsichtige Regierungspolitik („Zickzackkurs“), den Einfluss von Linksliberalen und Sozialdemokraten und ihrer Presse „ein großer Teil des deutschen Judentums [...] zu Feinden unseres Volkes geworden“ sei, was nun mit allen Mitteln bekämpft werden müsse.

Er schrieb den Juden, die er als den Deutschen „artfremde Rasse“ bezeichnete, großen Reichtum und Einfluss sowie eine Reihe negativer Charaktereigenschaften zu. Die deutsche Presse sei „zu neun Zehnteln“ von Juden beherrscht und sei deshalb „antinational“. Sie verbreite „jedes völkische Denken verderbende Gift“. Er nannte mehrmals explizit Berliner Tageblatt, Frankfurter Zeitung und Vorwärts. Er führte an: „Man sagt, daß das Alljudentum Deutschland seinem Zepter unterwerfen wolle. Dazu hetze seit fünfzig Jahren der Jude einen Teil des deutschen Volkes auf den anderen“. Mit Blick auf die nach der Novemberrevolution 1918 besetzten Staatsämter schrieb Foss: „Tatsächlich sollen 80% mit Hebräern besetzt sein.“ Die Folge sei nach dem Weltkrieg ein „geradezu erstaunliches Erstarken des Antisemitismus“ (S. 300f). Erstaunlich ist nach diesen Ausführungen vor allem Foss’ Schluss:
„Ich persönlich stehe auf dem Standpunkt, daß es unter den Hebräern ebenso wie unter anderen Völkern sehr verschieden veranlagte Menschen gibt. Ich kenne eine ganze Anzahl von Juden, die so zuverlässig deutsch gesinnt sind, wie Millerand französisch. Es ist politisch falsch, diejenigen unter ihnen zu vergrämen, die treu zu uns gestanden haben oder stehen möchten. Sie werden durch derartige Hetzereien geradezu gezwungen, im deutschfeindlichen Lager Schluss zu suchen. Wir sind von Feinden umgeben und können uns den Luxus nicht gestatten, die wenigen Freunde, die wir noch haben, unserer Sache zu entfremden. Ich bekämpfe nur die Feinde meines Volkes und bestreite, dass zu diesen jeder Jude gehört.“ (S. 301)
Durch diese Deutung als staatlich–gesellschaftliches Integrationsversagen wird die rassistisch–völkische Interpretation durchbrochen. Insgesamt wirkt Foss’ antisemitische Rhetorik merkwürdig, da sie nur in den ersten Seiten der Einleitung (Seiten 4ff.) als auch im auf Deutschland bezogenen Nachwort (S. 299ff.) eine wesentliche Rolle spielt. Auf den meisten Buchseiten ist von Juden überhaupt nicht die Rede. Zu besonders krassen und extremen Behauptungen wählte Foss die Form scheinbarer Distanzierung („man sagt“ o. ä.). Zudem nannte Foss das Buch England als Erzieher, weil er das – angeblich von Juden maßgeblich beherrschte – England als strategisches Vorbild für die deutsche Nation empfahl (S. 327). So stellt sich die Frage, ob der Autor die antisemitischen Teile gezielt nachträglich zum Zweck besserer Vermarktung oder aufgrund externer Einflussnahme eingefügt hat.

## Veröffentlichungen
- Der Seekrieg, Berlin 1904, Nachdruck 2013, ISBN 978-3-8460-3615-0 (Onlineversion (Auszug))
- Marine-Kunde. Eine Darstellung des Wissenswerten auf dem Gebiete des Seewesens, Union Deutsche Verlagsgesellschaft, Berlin 1890, Nachdrucke 1901, 1909
- Die Seeschlacht vor dem Skagerrak, Berlin 1916
- Was erwartet das deutsche Volk von einem Frieden für seine militärische Sicherheit?, Halle 1918
- Der See- und Kolonialkrieg 1914/16. Eine Schilderung der Ruhmestaten deutscher Seeleute, Band 1, Halle 1919
- Enthüllungen über den Zusammenbruch. Eine Betrachtung über die Ursachen, dass es so gekommen ist, Halle 1919
- England als Erzieher, Berlin 1921
- Der neue Rattenfänger, Roman, 1921

## Hintergrundliteratur
- Wer ist’s?, Band 4, 1909, S. 382 (Onlineversion)
- Hans H. Hildebrand, Ernest Henriot: Deutschlands Admirale, 1849–1945. Die militärischen Werdegänge der See-, Ingenieur-, Sanitäts-, Waffen- und Verwaltungsoffiziere im Admiralsrang, 1988, S. 355
- Wilhelm Kosch: Deutsches Literaturlexikon. Das 20. Jahrhundert, Band 9, 2011, S. 2105 (Onlineversion (Auszug))